# Nokia 225
Nokia 225 – telefon komórkowy firmy Nokia, wprowadzony na rynek w drugim kwartale 2014 roku. Maksymalny czas czuwania telefonu wynosi 36 dni, maksymalny czas rozmów (2G) wynosi 21 godzin. Maksymalny czas odtwarzania muzyki to 49 godzin. Nokia 225 pozwala na zapisanie do 1000 kontaktów w telefonie.

## Funkcje dodatkowe
- Radio z obsługą RDS
- Latarka
- Obsługa MP3
- Aparat 2 Mpx z funkcją nagrywania wideo
- Zegar
- Alarm
- Kalkulator
- Organizer
- Kalendarz
- Praca w samolocie
- Dyktafon
- xHTML
- WAP
- GPRS
- EDGE
- Bluetooth v 3.0
- USB v 2.0
- Preinstalowane aplikacje Facebook, Twitter i przeglądarka Nokia Xpress Browser